# Božidar Maslarić
Božidar Maslarić (Dalj, kraj Osijeka, 10. kolovoza 1895. – Zagreb, 5. travnja 1963.) bio je španjolski borac, političar NR Hrvatske, junak socijalističkog rada i narodni heroj Jugoslavije.

## Životopis
Rođen je 10. kolovoza 1895. godine u Dalju, kraj Osijeka. Osnovnu školu je završio u rodnom mjestu i nastavio školovanje u Osijeku.
U Prvi svjetski rat 1914. godine, uključio se kao dragovoljac u Beogradu. Godine 1915., zajedno s glavninom srpske vojske povukao se ka jugu. Bio je ranjen na Solunskoj fronti i upućen na liječenje u Tunis, a zatim u Francusku, gdje je kao stipendist srpske vlade isprva maturirao, a zatim upisao studij. U Cannesu je, sa skupinom studenata iz Srbije i Hrvatske, osnovao marksistički klub. Članovi ovoga kluba su, 1. svibnja 1918. godine, sudjelovali u radničkoj proslavi. Kraljevska vlada mu je poslije ovoga ukinula stipendiju, pa se morao vratiti u Jugoslaviju.
Poslije povratka u Jugoslaviju, učlanio se u Socijalističku radničku partiju (komunista). U Beogradu je završio studij i zaposlio se kao nastavnik matematike i fizike u Somboru. Zbog revolucionarne aktivnosti, ubrzo je bio otpušten iz službe.
Zbog sudjelovanja u akcijama Komunističke partije Jugoslavije, Maslarić je bio uhićen, izveden pred Sud i, 7. srpnja 1922. godine, osuđen na dvogodišnje služenje kazne u zatvoru u Srijemskoj Mitrovici.
Poslije izlaska iz zatvora, 1924. godine, vratio se u Osijek, gdje je sve do 1928. godine radio u mjesnoj organizaciji Saveza komunističke omladine Jugoslavije i Komunističke partije Jugoslavije. Uređivao je partijski list Riječ radnika i seljaka i sudjelovao na sastancima Pokrajinskog komiteta KPJ za Hrvatsku.
U svibnju 1926. godine, ilegalno je prešao granicu i sudjelovao na Trećem kongresu KPJ u Beču. Vlasti su ga iz Osijeka, 1928. godine, protjerale u rodni Dalj i stavile u kućni pritvor. Tada ga je partijska organizacija ilegalno prebacila u Zagreb, odakle je bio upućen u emigraciju.
Isprva je određeno vrijeme boravio u Beču, a zatim je otišao u Moskvu, na Komunistički univerzitet nacionalnih manjina Zapada, gdje je bio u početku slušatelj, a zatim i predavač. Odatle je prešao na Međunarodnu Lenjinovu školu.
Kada je, 1936. godine, izbio Španjolski građanski rat, Maslarić je s ilegalnim dokumentima, preko Finske, Švedske i Francuske došao boriti se na strani Republike. Sudjelovao je u mnogim borbama. Siječnja 1937. godine, bio je imenovan za komandanta bataljuna 62. španjolske brigade. Poslije poraza Španjolske republikanske armije, dospio je u Alžir, odakle je u proljeće 1939. godine, uspio pobjeći u Sovjetski Savez. U Moskvi je radio u Kominterni, brinući se o invalidima, pripadnicima Internacionalnih brigada.
O danima provedenim u Moskvi u i Španjolskom građanskom ratu objavio je knjigu Moskva-Madrid-Moskva, u izdanju Prosvjete, Zagreb, 1952. (133 str.).
U vrijeme Drugog svjetskog rata Maslarić je, zajedno s Veljkom Vlahovićem i Đurom Salajem, radio u redakciji radio-postaje Slobodna Jugoslavija. Na područje Jugoslavije vratio se 1944. godine.
Poslije rata, bio je upravitelj Vojno-političke škole u Beogradu. Izabiran je za člana Centralnog komiteta SKJ, Izvršnog komiteta CK SK Hrvatske, člana Saveznog odbora Socijalističkog saveza radnog naroda Jugoslavije i Predsjedništva Glavnog odbora SSRN Hrvatske. Bio je narodni zastupnik Savezne skupštine Jugoslavije i Sabora NR Hrvatske.
Od 1946. do 1948. godine bio je predsjednik Sveslavenskog komiteta u Beogradu, a od 1951. godine potpredsjednik Vlade, a zatim potpredsjednik Izvršnog vijeća Sabora NR Hrvatske. Imao je čin general-majora u pričuvi.
Umro je 5. travnja 1963. godine u Zagrebu. Godine 1968., pokopan je u Grobnicu narodnih heroja na zagrebačkom groblju Mirogoju.

## Odlikovanja
Bio je odlikovan mnogim jugoslavenskim odlikovanjima, među kojima je i Orden junaka socijalističkog rada. Ordenom narodnog heroja odlikovan je 27. studenoga 1953. godine.